# 1753
1753 (MDCCLIII) fue un año común comenzado en lunes según el calendario gregoriano.

## Acontecimientos
- El Canal de Castilla comienza a construirse.
- Suecia adopta el Calendario gregoriano.
- Miguel Cabrera fundará la primera academia de pintura de México.
- 1 de enero: El Reino Unido adopta el primero de enero como día de Año Nuevo, tras la adopción del Calendario gregoriano en septiembre de 1752. La idea fue concebida en 1582.
- 1 de mayo: Publicación de Species Plantarum de Carlos Linneo, adoptado por el Código Internacional de Nomenclatura Botánica como el comienzo formal de la clasificación científica de las plantas.
- Rebelión de los corsos contra los genoveses.
- se descubre la enfermedad conocida como "pùrpura".

## Ciencia y tecnología
- Benjamín Franklin - Inventa el pararrayos.

## Nacimientos
- 1 de abril: Joseph de Maistre, teórico político saboyano (f. 1821).
- 8 de mayo: Miguel Hidalgo y Costilla, insurgente mexicano (f. 1811).
- 13 de mayo: Lazare Carnot, matemático y político francés (f. 1823).
- 13 de junio: Nicolas-Marie d'Alayrac, compositor francés (f. 1809).
- 13 de junio: Johan Afzelius, químico sueco (f. 1837).
- 7 de julio: Jean Pierre Blanchard, inventor francés (f. 1809).
- 17 de noviembre: Henry Ernest Muhlenberg, botánico estadounidense (f. 1815).
- 22 de noviembre: François Le Vaillant, naturalista francés (f. 1824).
- 20 de diciembre: Manuela de la Santa Cruz y Espejo, periodista, enfermera,1 feminista y revolucionaria ecuatoriana (f. 1829).
- Kitagawa Utamaro, pintor de estampas japonés (f. 1806).

## Fallecimientos
- 10 de enero: Hans Sloane; médico y botánico irlandés (n. 1660)
- 14 de enero: George Berkeley; filósofo irlandés (n. 1685)